# Національна асамблея Танзанії
6°10′50″ пд. ш. 35°45′23″ сх. д. / 6.18053389° пд. ш. 35.7564621° сх. д.
Національна асамблея Танзанії (Bunge la Tanzania) є однопалатним законодавчим органом країни. Вона відповідає за прийняття законів, затвердження бюджету, контроль за діяльністю виконавчої влади та представництво інтересів громадян.

## Функції Національної асамблеї Танзанії
1. Законодавча діяльність: Розробка, обговорення і прийняття законів.
2. Бюджет і фінанси: Затвердження державного бюджету та контроль за його виконанням.
3. Контроль за виконавчою владою: Перевірка дій уряду та забезпечення його підзвітності.
4. Представництво громадян: Висловлення та захист інтересів населення Танзанії.

## Історія
Національна асамблея Танзанії була заснована 1961 року, одночасно з проголошенням незалежності Танганьїки (яка разом з Занзібаром утворила сучасну Танзанію у 1964 році).
Національна асамблея Танзанії (Bunge la Tanzania) є однопалатним законодавчим органом країни. Вона відповідає за прийняття законів, затвердження бюджету, контроль за діяльністю виконавчої влади та представництво інтересів громадян.